# ミクロカノニカルアンサンブル
小正準集団（しょうせいじゅんしゅうだん）、ミクロカノニカルアンサンブル（英: microcanonical ensemble）は、統計力学における系の微視的状態を表現する統計集団の一つである。
この統計集団が従う確率分布を小正準分布（しょうせいじゅんぶんぷ）、ミクロカノニカル分布（英: microcanonical distribution）という。小正準集団は孤立系に対応する統計集団である。

## 確率分布
小正準集団は孤立系に対応する。孤立系ではエネルギーが保存する。
系が小正準集団にあるとき、微視的状態 ω をとる確率分布 p(ω) は
{\displaystyle p(\omega )={\frac {1}{W(E)}}\chi _{\Omega (E)}(\omega )}
で定義される。この確率分布を小正準分布と呼ぶ。
ここで、E は系の巨視的なエネルギーである。
集合 Ω(E) は
{\displaystyle \Omega (E)=\{\omega ;E-\delta E<E(\omega )\leq E\}}
であり、系が微視的状態 ω をとるときのエネルギー E(ω) が、巨視的なエネルギー E と（殆ど）等しくなるような微視的状態 ω の集合である。
χ は Ω(E) の指示関数で ω が Ω(E) に属すならば 1 を、さもなくば 0 を返す関数である。つまり、
{\displaystyle \chi _{\Omega (E)}(\omega )={\begin{cases}1&\omega \in \Omega (E)\\0&\omega \notin \Omega (E)\\\end{cases}}}
である。
微視的状態 ω∈Ω(E) は全て等しい重みで出現しており、これを等確率の原理という。
確率分布の分母に現れる規格化定数 W(E) は
{\displaystyle W(E)=\sum _{\omega }\chi _{\Omega (E)}(\omega )=\sum _{\omega \in \Omega (E)}1}
である。
W(E) は微視的状態 ω の数であり、状態数とも呼ばれる。

### 粒子数が保存する場合
粒子の化学反応や対生成、対消滅を考えない場合は、粒子数も保存する。
この場合は集合
{\displaystyle \Omega (E,N)=\{\omega ;E-\delta E<E(\omega )\leq E,N(\omega )=N\}}
を考え（N(ω) は系が微視的状態 ω をとるときの粒子数、N は系の巨視的な粒子数、すなわち物質量）、確率分布と状態数は
{\displaystyle {\begin{aligned}p(\omega )&={\frac {1}{W(E,N)}}\chi _{\Omega (E,N)}(\omega )\\W(E,N)&=\sum _{\omega }\chi _{\Omega (E,N)}(\omega )=\sum _{\omega \in \Omega (E,N)}1\end{aligned}}}
となる。

## 熱力学との関係
系が微視的状態 ω をとるときの微視的な物理量が O(ω) で与えられるとき、対応する熱力学的な状態量は期待値
{\displaystyle O(E,N)=\langle O(\omega )\rangle =\sum _{\omega }O(\omega )p(\omega )={\frac {1}{W(E,N)}}\sum _{\omega \in \Omega (E,N)}O(\omega )}
として再現される。
熱力学的に正常な系において状態数 W は、系の大きさ Λ （例えば体積 V ）が大きいときに
{\displaystyle W(E,N)\sim \exp \left[\Lambda \sigma (\epsilon ,\rho )\right]}
のように振舞う。ここで、ε=E/Λ, ρ=N/Λ である。
ボルツマンの公式により、エントロピーは
{\displaystyle S(E,N)=k\ln W(E,N)}
となる。